# The Register
The Register (sobrenomenat El Reg o The Reg) és un lloc web britànic de notícies de tecnologia i opinió co-fundat el 1994 per Mike Magee i John Lettice. Situation Publishing Ltd apareix com a editor del lloc. Lettice és el director editorial, i Andrew Orlowski l'Editor Executiu.

## Història
The Register va ser fundada a Londres com un butlletí electrònic anomenat Chip Connection. El 1998 The Register es va convertir en una font diària de notícies en línia. Magee va sortir de l'equip en 2001 per començar les publicacions competidores The Inquirer, i més tard el IT Examiner i TechEye.
El 2002, The Register es va ampliar per tenir presència a Londres i Sant Francisco, creant The Register USA a theregus.com a través d'una joint venture amb Tom's Hardware Guide. El 2003, aquest lloc es va traslladar a theregister.com. Aquest contingut es va fusionar més tard en theregister.co.uk. The Register porta contingut sindicat incloent històries del BOFH de Simon Travaglia.
El 2010 The Register va donar suport al reeixit llançament de l'Avió de Paper Llançat a l'espai, un projecte que van anunciar en 2009 que va deixar anar un avió de paper en l'atmosfera superior extrema.
Entre els seus empleats destaquen Andrew Orlowski, Kelly Fiveash i Lewis Page.

## Lectors i contingut
El 2011 va ser llegit diàriament per més de 350.000 usuaris d'acord amb l'Oficina d'Auditoria de Circulacions, arribant a 468.000 en un dia i gairebé 9,5 milions mensualment el 2013. Al novembre de 2011 al Regne Unit i Estats Units cada van representar aproximadament el 42% i el 34% d'impressions de pàgines, respectivament, amb Canadà sent el següent origen més important arribant al 3%. El 2012, el Regne Unit i Estats Units van representar aproximadament el 41% i el 28% d'impressions de pàgines, respectivament, amb Canadà al 3,61%.
Channel Register cobreix notícies de negocis tecnològics i del comerç, que inclou notes de premsa de negocis. Notícies i articles de maquinari i electrònica de consum són cobertes per Reg Hardware. Reg Research és un recurs en profunditat sobre les tecnologies i com es relacionen amb els negocis. Cash'n'Carrion era una tenda de mercaderia de The Register, però va tancar en 2010.